# Yerye Beirute
Yerye Beirute (San José, Costa Rica, 28 de agosto de 1928-Ciudad de México, 25 de diciembre de 1972) fue un actor costarricense que tuvo una destacada carrera como actor en México.

## Biografía
Trabajó con varios actores mexicanos como Tin Tán en Médico de las locas, 1956; Viruta y Capulina en Qué perra vida, 1961; Pepito Romay y Prudencia Griffel en Pepito y el monstruo, 1957 y con Abel Salazar y Ariadna Welter, caracterizando al sirviente del vampiro que hacía Germán Robles en la película El ataúd del vampiro, 1957.
Igualmente participó en varios scketchs televisivos en la serie de humor "La tremenda corte" emitida a finales de los años sesenta, al lado del humorista cubano Leopoldo Fernández "Tres Patines". Interpretó en el episodio "Antigūisidio" a Abraham Mojalamohana, y en el caso de los "Locos estafadores" a Valentín Marin.

## Filmografía
- Hermanos coraje, Los (1972) Telenovela
- Increíble profesor Zovek, El (1972)
- The Incredible Invasion (1971) .... Thomas
- The Fear Chamber (1968) .... Roland
- Temporada salvaje (1968)
- Tarzan and the Valley of Gold (1966) .... Rodríguez
- Llanto por Juan Indio (1965)
- Gallo corriente gallo valiente (1964)
- Napoleoncito (1964)
- Face of the Screaming Werewolf (1964) .... Profesor Janning
- San Martín de Porres telenovela (1964) .... Fray Felipe
- Rostro infernal (1963) .... Kunto
- Máscara de jade, La (1963)
- Huella macabra, La (1963)
- La edad de piedra (1962) .... Rey de las personas de la cueva
- Cara parchada, El (1962)
- Qué perra vida (1962) ... Mayordomo
- Pistolocos, Los (1960)
- Casa de los espantos, La (1961)
- Último mexicano, El (1960)
- Infierno de almas (1960) .... René Fernández
- Tigres del desierto, Los (1960) .... El Tuerto
- La casa del terror (1959) .... El Profesor
- Estampida, La (1959)
- Cofre del pirata, El (1958)
- Mafia del crimen, La (1958)
- Se los chupó la bruja (1958)
- El ataúd del vampiro (1957) .... Barraza Ladrón de tumbas
- Esquina de mi barrio, La (1957)
- Pepito y el monstruo (1957) ... El loco
- Ladrón de cadáveres (1957) .... Cosme Ramírez
- Horas de agonía (1956)
- A Woman's Devotion (1956) .... Amigo Herrera
- Chismoso de la ventana, El (1956)
- Médico de las locas, El (1956) ... Marido enfurecido
- Sombra vengadora, La (1956)
- Seven Cities of Gold (1955) .... Atanuk
- Hambre nuestra de cada día (1955)